# Botanická zahrada Petra Albrechta
Botanická zahrada Petra Albrechta, dříve také Botanická zahrada Prostějov, je botanická zahrada, která se nachází ve městě Prostějov. V zahradě rostou domácí dřeviny, ale i evropské a zámořské dřeviny. Vstup do zahrady je zdarma.

## Název
Zastupitelstvo města Prostějov rozhodlo v roce 2012, že botanická zahrada bude pojmenována po botanikovi, ochránci přírody RNDr. Petru Albrechtovi, výborném znalci květeny Prostějovska, organizátoru poznávacích exkurzí, floristických kurzů a odborných seminářů.
Od roku 1998 byl členem zastupitelstva města Prostějova. Zastával funkci předsedy komise životního prostředí. V roce 2011 tragicky zahynul. V zahradě je mu věnován symbolický pomníček.

## Historie
První záměry založit botanickou zahradu v Prostějově se připisují Václavu Spitznerovi, profesoru a později řediteli prostějovské reálky, který založil v Prostějově organizaci Klub přírodovědecký. Po jeho smrti záměr prosazovali jiní profesoři reálky, ale ani ti nebyli úspěšní. Až v roce 1932 se městské zastupitelstvo rozhodlo využít pozemků bývalého hřbitova a pozemků v ulici Lazarety.
V roce 1933 bylo zřízeno Kuratorium pro botanickou zahradu v Prostějově, které zřídil tehdejší starosta města Jan Sedláček. Členy Kuratoria se stali profesoři botaniky prostějovských středních škol, další odborníci a nadšenci. Vypracování projektu zahrady bylo svěřeno Františku Havránkovi. Zahrada byla zaměřena na prezentaci regionální flóry. Projekt vypracoval František Havránek. Botanickou zahradu předal starosta města Jan Sedláček slavnostně předsedovi kuratoria v roce 1934. Botanická zahrada byla městem dobře finančně zabezpečena. V roce 1938 bylo na ploše 1,5 hektaru vysázeno 3311 druhů rostlin, počet jednotlivých rostlin se odhadoval na zhruba 20 tisíc kusů.

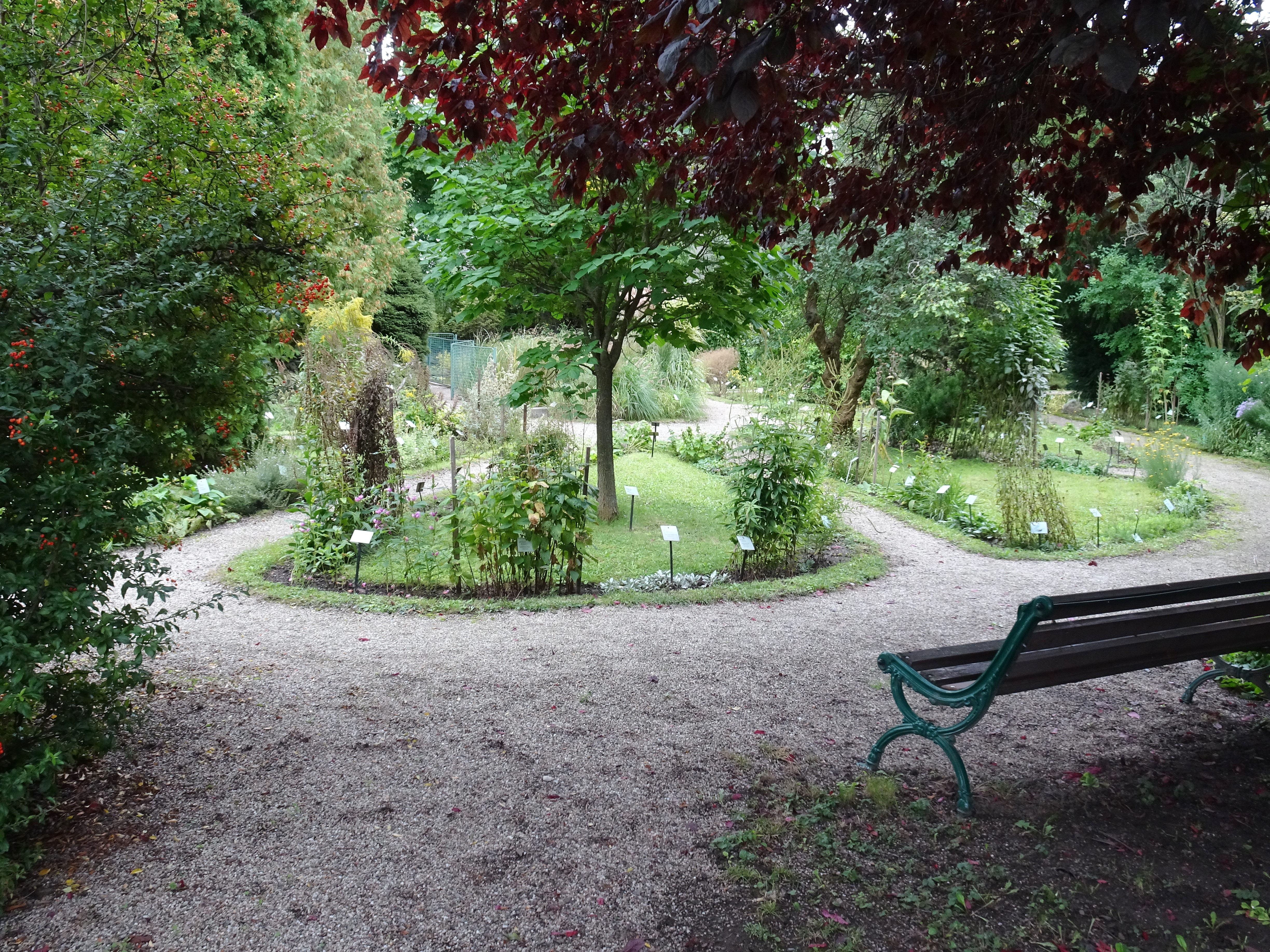
Prostory zahrady

Základem byly dvě elipsy, v každé v nich byl bazén pro vodní a bahenní rostliny. Údržba byla v letech 1950–1960 hodnocena jako nevalná, rostliny byly zaplevelené nebo nedoplněné, protože se často měnil personál. Místo přírodních rostlin byly po roce 1960 vysázeny skalničky a trvalky. V roce 1977 bylo v botanické zahradě 1500 označených taxonů z různých částí světa. Okrasné dřeviny byly vysázeny jako estetické doplňky, hlavní význam měla botanická sbírka. Součástí bylo rozárium s 50 kultivary růží.
Dendrologická část, která byla původně vysázena kolem kostela sv. Petra a Pavla, byla začleněna do veřejné zeleně a pro kvalitu údržby tak většina dřevin postupně uhynula nebo byla zničena. Ve druhé polovině třicátých let byl součástí zahrady i zookoutek, který měl zvýšit přitažlivost zahrady pro návštěvníky, avšak zvířata nebyla chována v uspokojivém stavu.
Zahrada byla prakticky zničena ve válečných letech, kdy byla v jejím sousedství kasárna německé armády. V roce 1966 se zahrada stala součástí městských parků a velkým úsilím města se podařilo obnovit některé plochy. V roce 1989 opět hrozilo, že botanická zahrada bude zrušena a jako pozemek se stane majetkem kasáren československé lidové armády. Avšak prostějovská pobočka ochránců přírody a především studentská organizace ochránců přírody na Gymnáziu Jiřího Wolkera pomohly prosadit, aby zahrada nebyla zrušena.

## Současnost

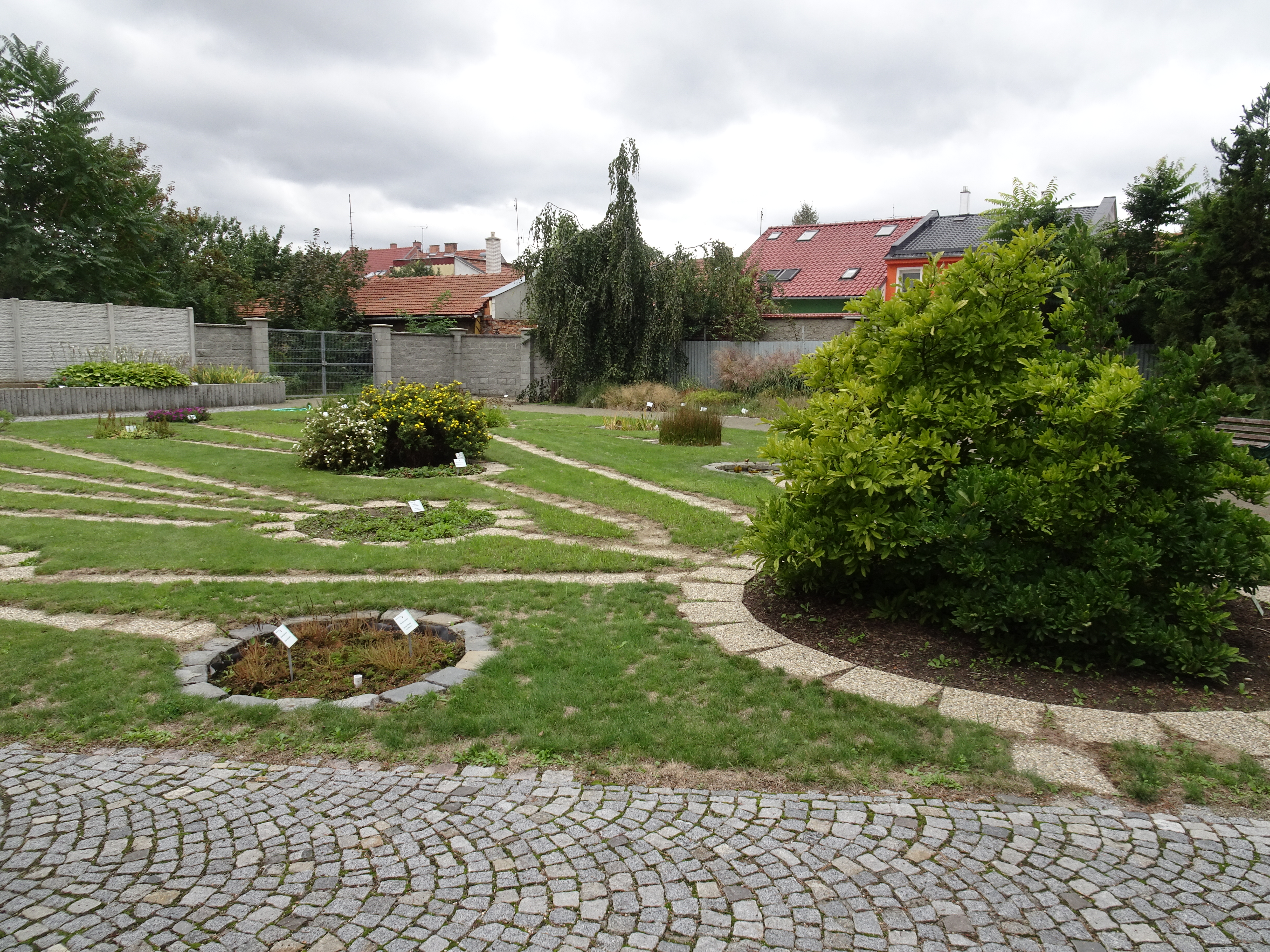
Nová část botanické zahrady

Od roku 2012 nese zahrada nové jméno. V roce 2014 byla městem Prostějov rozšířena, má rozlohu 4 600 m2 a na její provoz významně přispívá Magistrát města Prostějova. V botanické zahradě je 1500 rostlin ze 105 čeledí a menší počet dřevin. Zahrada je zaměřena na prezentaci regionální flóry – Kosíř, Předina, Grygov, Hněvotínské skály, jak byla zpočátku koncipována.